# Dialypetalanthus
Dialypetalanthus là một chi thực vật có hoa trong họ Thiến thảo (Rubiaceae).

## Loài
Chi Dialypetalanthus gồm các loài: